# I Don't Want to See You Again
I Don't Want to See You Again är en singel av den brittiska merseybeatduon Peter and Gordon, utgiven den 9 september 1964. Sången är skriven av Paul McCartney, men krediterad som Lennon–McCartney.